# ヘキサヒドロキシベンゼン
ヘキサヒドロキシベンゼン (hexahydroxybenzene) とは、ベンゼンの6個の水素がすべてヒドロキシ基に置き換わった構造を持つ芳香族化合物。フェノール類に分類される。

## 合成
ヘキサヒドロキシベンゼンは、2,3,5,6-テトラヒドロキシベンゾキノンを塩酸中に塩化スズ(II) で還元すると得られる。2,3,5,6-テトラヒドロキシベンゾキノンはグリオキサールから合成できる。

## 反応
ヘキサヒドロキシベンゼンをパラジウム触媒で水素添加すると myo-イノシトールが、パラジウム炭素触媒で水素添加すると cis-イノシトールが得られる。